# Барберини, Франческо (старший)
Франче́ско Барбери́ни Старший (итал. Francesco Barberini il Vecchio; 23 сентября 1597, Флоренция, Великое герцогство Тосканское — 10 декабря 1679, Рим, Папская область) — итальянский куриальный кардинал. Кардинал-племянник. Племянник папы римского Урбана VIII, кардинала Антонио Барберини старшего и кардинала Лоренцо Магалотти. Брат Антонио Барберини младшего. Дядя кардинала Карло Барберини. Внучатый дядя кардинала Франческо Барберини младшего. Собиратель древностей и меценат.

## Молодой кардинал
Франческо Барберини родился в знатной флорентийской семье; отцом его был Карло Барберини, матерью — Констанца, урождённая Магалотти. Образование получил в Пизанском университете, который закончил в 1623 году с дипломом доктора юриспруденции. В том же году римским папой избирается его дядя, Маффео Барберини, который вызывает Франческо в Рим, чтобы сделать кардиналом и архипресвитером второй по значению в католическом мире (после собора святого Петра) церкви — патриаршей базилики Сан-Джованни-Латерано. Урбан VIII доверяет своему племяннику также целый ряд куриальных должностей и делает его своим государственным секретарём. В то же время, в помощь 26-летнему Франческо, папа приставляет к нему опытного чиновника Лоренцо Магалотти, который был также дядей Франческо Барберини — с материнской стороны.
Легат в Авиньоне со 2 октября 1623 по 1633. 
В 1624 году Лоренцо Магалотти также становится кардиналом, однако это никак не ухудшило их отношения с племянником. Магалотти, в отличие от многих его современников при папском дворе того времени, не был тщеславен и соблюдал требования церкви в отношении послушания и бедности. Уже в 1625 году он, ссылаясь на ухудшившееся состояние здоровья, подаёт в отставку со своего поста в Папской курии. Оставаясь тем не менее на своих постах ещё полтора года, Лоренцо Магалотти тем способствовал успеху длительных поездок, предпринимаемых Франческо Барберини в интересах папы Урбана VIII в 1624 и 1626 годах.

## Дипломат и меценат
В 1625 году Франческо Барберини, по заданию папы, приобретает на Квиринальском холме старый дворец Сфорца, с целью создания тут родового дворца Барберини с окружающими его фонтанами, призванными показать всей Италии могущество и богатство папы и его фамилии. К работам были привлечены архитекторы Карло Мадерно, Джанлоренцо Бернини и Франческо Борромини. Как кардинал-протектор Англии, Шотландии и Ирландии, по указанию Франческо Барберини в Риме строится приёмный дом-госпиталь для паломников из этих стран.
В том же году он — в качестве папского легата — неудачно участвует как посредник в переговорах между Францией (представленной кардиналом Ришельё) и Испанией. В дальнейшем он также, часто без особого успеха, занимался проведением в Европе и Италии папской внешней политики, в том числе в вопросе расширения территории Папского государства. Так, Франческо Барберини поддержал развязанную его братом Таддео войну за герцогство Кастро, обернувшуюся для Барберини тяжёлым поражением и финансовыми потерями.
Легат в Урбино с 21 февраля 1633 по 18 декабря 1645. 

## Роль в суде над Галилеем
Франческо Барберини известен также тем, что был одним из 10 судей на процессе Галилео Галилея. В своей речи от имени церковного суда высказался за вынесение более мягкого приговора великому учёному. В 1633 году Франческо Барберини удалось убедить генерального комиссара трибунала, Винченцо Макулани, посетить Галилея и предложить ему следующий компромисс: Галилей должен был признать, что в своих Диалогах зашёл слишком далеко и тем нарушил принятые церковью представления о Вселенной. С другой стороны, после этих изменений книга Галилея могла быть напечатана и он освобождался от тюремного заключения. Галилей согласился на все эти условия, однако большинство судей такое полюбовное соглашение отклонили. Франческо Барберини также был одним из трёх судей трибунала, отказавшихся подписать приговор, вынесенный учёному. После окончания суда кардинал сказал о том, что никто не имеет права игнорировать «возвышенную интеллигентность» Галилео Галилея — которая в будущем всем тем, кто ищет правду, будет служить проводником. Благодаря своему влиянию Франческо Барберини удалось освободить великого учёного от заточения в монастыре и передать его под защиту архиепископа Сиенского.

## Опала и возвращение в Рим
После смерти папы Урбана VIII в 1644 году и занятия римского папского трона Иннокентием X (в миру — Джамбаттиста Памфили) Франческо Барберини попадает в немилость и, обвинённый новыми властями в незаконном обогащении и жажде власти, вместе со своими братьями Антонио и Таддео вынужден бежать в Париж, под покровительство кардинала Джулио Мазарини. Связь с Римом, находясь в изгнании, Барберини поддерживал через своего друга, кардинала Анджело Джиори, представлявшего также интересы семьи Барберини.
После того, как были конфискованы римские владения и имущество семьи Барберини, папа Иннокентий Х начал проводить и в отношении Франции новую, враждебную политику. Кардинал Мазарини в ответ начал оказывать давление на Папское государство, а затем послал в Италию войско. Иннокентий Х был вынужден изменить свою французскую политику. В 1648 году изгнанным Барберини было разрешено вернуться в Рим, им также были частично возвращены их римские владения. Однако после своего приезда в Рим (уже после смерти Иннокентия Х) Франческо Барберини отходит от активной политической деятельности и занимается в основном покровительством искусству. Во время понтификатов римских пап Климента IX и Климента X он вновь заседает в папской курии и Священной Коллегии Кардиналов, где является одной из влиятельнейших фигур.

## След в культурном наследии
В области культуры и искусства Франческо Барберини известен тем, что придал архитектурному облику современного ему Рима вид города эпохи барокко. Будучи широко образованным человеком и богатым вельможей, кардинал собирал и поддерживал вокруг себя выдающихся европейских учёных, писателей, поэтов, библиофилов и собирателей древностей. Многие годы секретарём и советником Барберини был римский учёный и антиквар Кассиано даль Поццо. Среди гостей кардинала следует назвать Джона Мильтона и Бенедетто Кастелли. Кардинал обладал обширной библиотекой, ставшей позднее частью Ватиканской библиотеки, и ценной коллекцией картин — с работами Пуссена, Пьетро да Кортона, Артемизии Джентилески, Валантена де Булонь, Симона Вуэ, Шарля Меллена и других мастеров. Франческо Барберини поддерживал также театр, предоставляя дворец Барберини для драматических и комедийных постановок.
Франческо Барберини был членом римской естественно-научной Академии деи Линчеи (Accademia dei Lincei).